# Conspiration d'Apelles

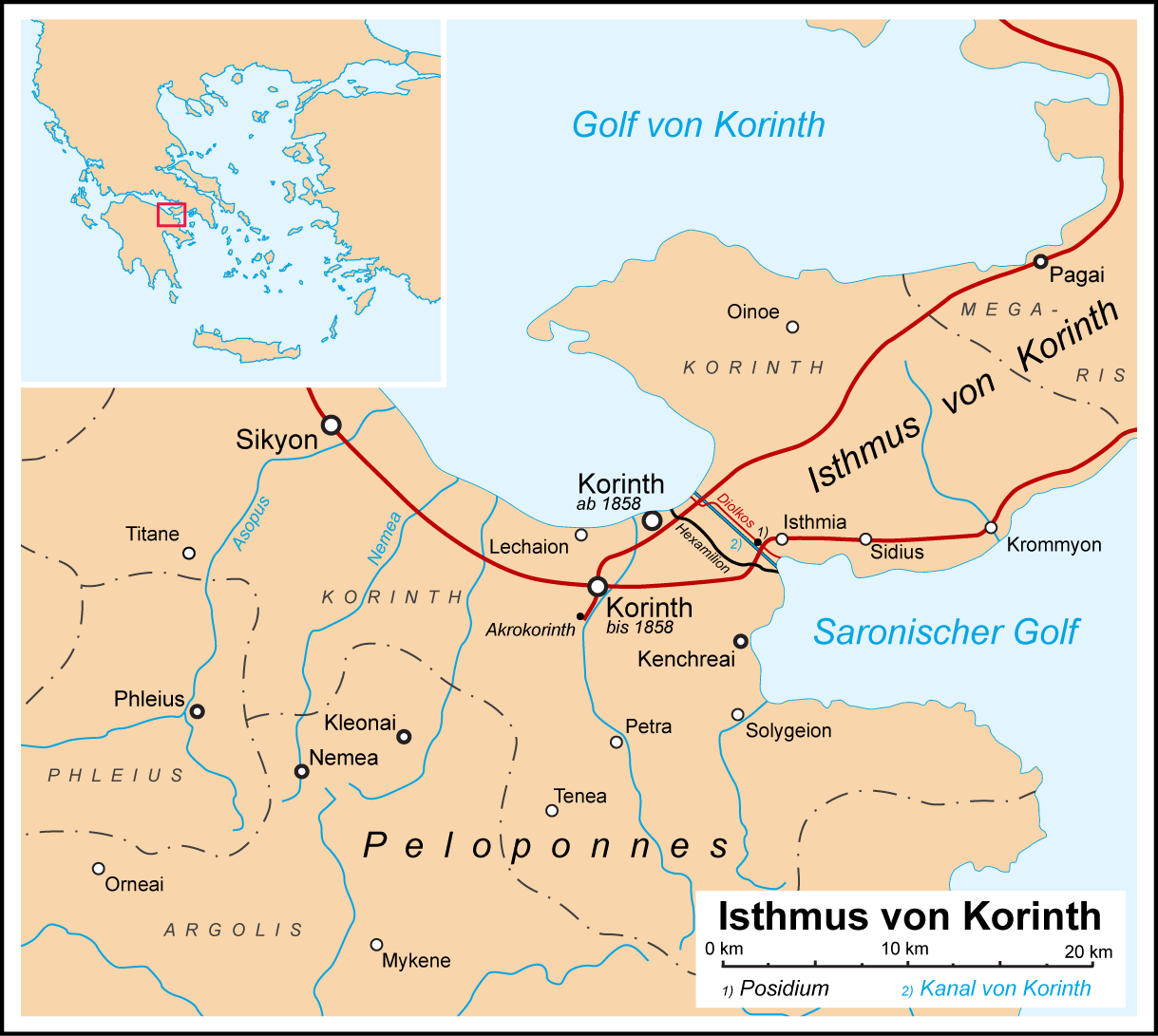
Situation de la cité de Sicyone

La conspiration d'Apelles renvoie à une conspiration politique qui se serait produite au cœur de la cour royale de Philippe V entre 219 et 218 av. J-C. Se déroulant au cours de la Guerre des Alliés, elle aurait opposée, sur fond de luttes d'influences politiques, les alliées achéens issus de la Symmachie Hellénique (constituée par Antigone III Dôsôn en 224 av. J-C au cours de la guerre cléoménique) et les philoi de Philippe V réunis au sein du conseil de Régence.
Ce dernier, fondé par Dôsôn peu avant sa mort en 221 av. J-C et dirigé par Apelles, aurait alors conspiré contre le souverain macédonien, celui-ci étant accusé de favoriser les intérêts du stratège de la Ligue achéenne Aratos de Sicyone. Son caractère conspirateur est toutefois remis en cause depuis le XXe siècle, celui-ci étant issu d'une lecture achéenne des évènements relatés par Polybe dans les Histoires.

## Contexte politique

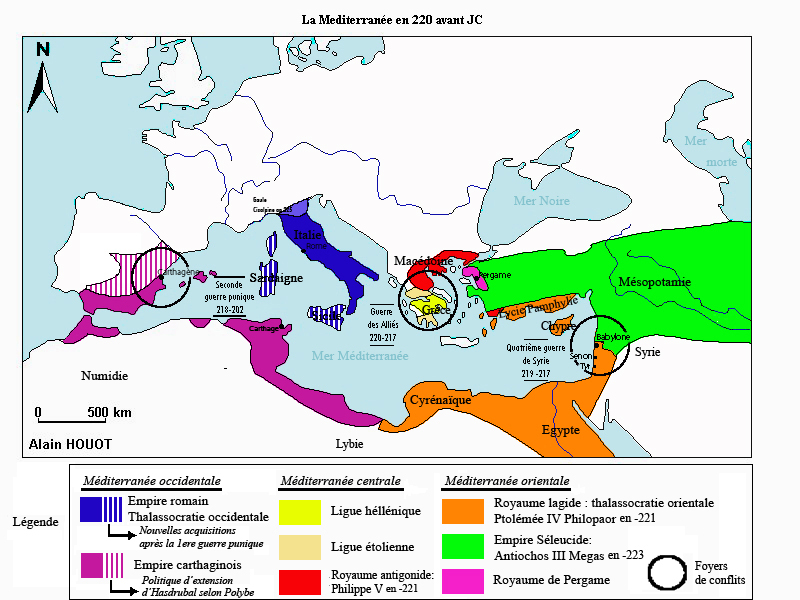
Les conflits du bassin méditerranéen vers 220 av. J-C

En 221 av. J-C, le souverain macédoine Antigone III Dôsôn meurt en combattant les tribus dardaniennes au Nord du royaume de Macédoine et voit lui succéder Philippe V, fils du roi antigonide Démétrios II alors âgé de 17 ans. Peu avant sa mort et dans un souci d’assurer une transition pacifique du pouvoir royal, Dôsôn constitua un conseil de Régence autour du futur souverain antigonide et y nomma des membres issus de sa cour à Pella.
En outre, il initia Philippe aux affaires du Péloponnèse en orchestrant sa rencontre avec le stratège de la Ligue achéenne Aratos de Sicyone. Ce dernier fait preuve d'une influence politique et militaire notable depuis la prise de l'Acrocorinthe en 243 av. J-C aux dépens des garnisons macédoniennes alors stationnées à Corinthe. Le renforcement des relations avec la cour macédonienne, intervenue avec la constitution de la Symmachie Hellénique en 224 av. J-C alors que Cléomène III de Sparte assiège Corinthe, conforte sa position au sein de la cour de Dôsôn et parvient à intégrer les intérêts achéens au cœur du pouvoir macédonien.
La victoire macédonienne et achéenne à Sellasie en 222 av. J-C ouvre alors une ère de domination macédonienne au cœur du Péloponnèse, Sparte perdant son indépendance d'autant que Cléomène s’enfuit en Égypte. Le règne de Philippe V qui s’ouvre en 221 av. J-C voit toutefois se préciser la menace incarnée par la Ligue étolienne, celle-ci s’opposant militairement à la Ligue d’Aratos tout en s’alliant à Sparte. La défaite achéenne en Arcadie en 220 av. J-C conduit ainsi Aratos à solliciter l’assistance militaire de Philippe, ouvrant une période de conflits connue sous le nom de Guerre des Alliés.

## Évènements

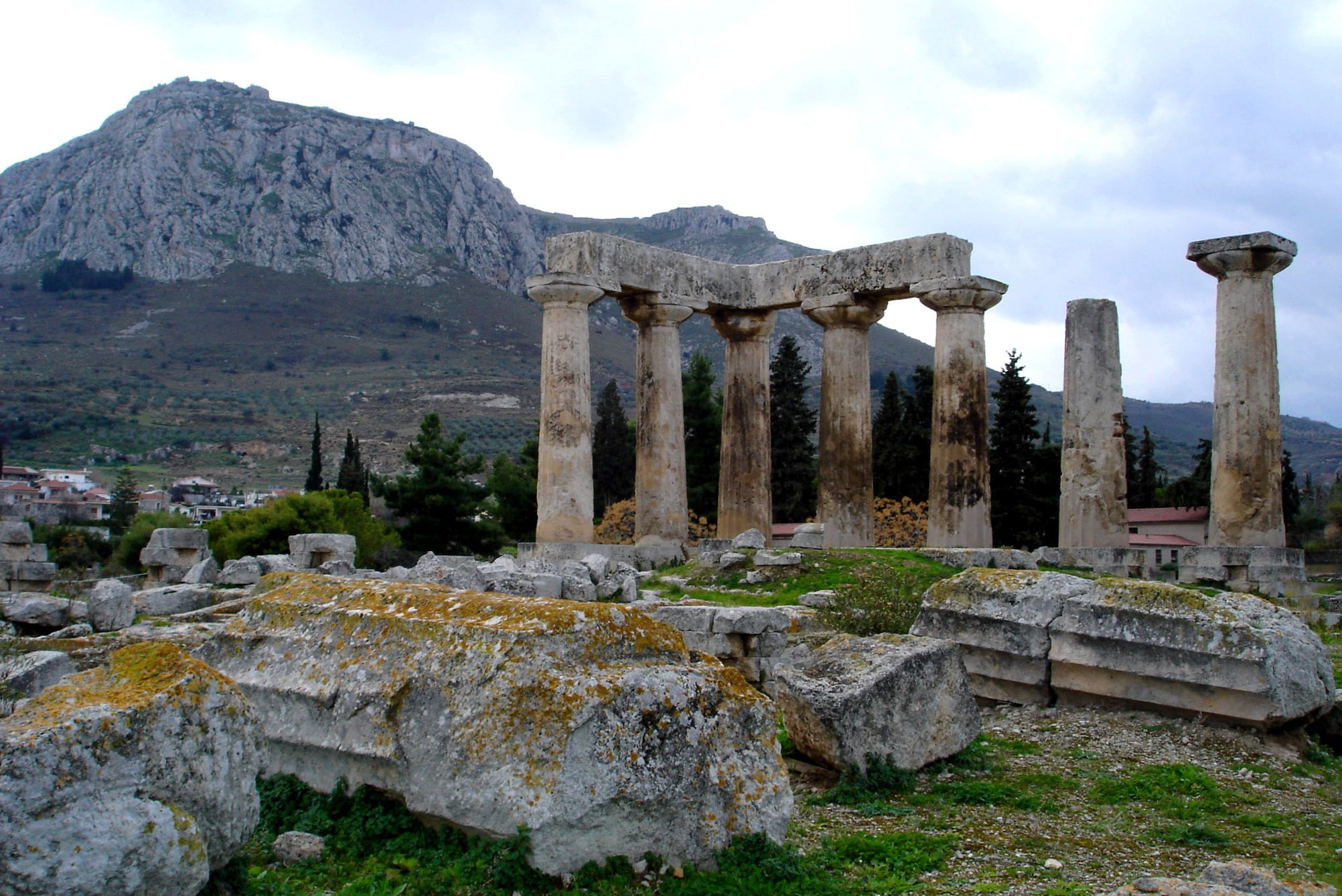
Le site de l'Acrocorinthe (surplombant la ville antique)

L’assistance militaire macédonienne à la Ligue achéenne, effective depuis 219 av. J-C, implique un contrôle par le conseil de Régence entourant Philippe V. Celui-ci est composé notamment, selon les travaux de l’historien britannique Robert Errington, de son dirigeant Apelles, du commandant de l'infanterie légère Léontios, du dirigeant de la chancellerie royale Mégaléas, du stratège macédonien du Péloponnèse Taurion et du responsable de la garde rapprochée de Philippe V Alexandros. Ses membres, nommés sous le règne de Dôsôn, constituent ainsi les philoi de Philippe et deviennent ses conseillers politiques les plus proches.
Le conflit opposant le conseil de Régence aux Achéens prendrait sa source dans l’assistance militaire accordé à ces derniers par Philippe V, initialement avalisé par le conseil d’Apelles. Le soutien militaire achéen, manifestement inefficace face à la Ligue étolienne selon le conseil, aurait ainsi provoqué de nombreuses remontrances de celui-ci face à l’omnipotence d’Aratos et des intérêts achéens à la cour.
Par ailleurs, selon le récit établi par Polybe dans les Histoires, l’influence d’Aratos apparait remise en cause, évoquant notamment les élections à la stratégie achéenne en 219 av. J-C au cours desquelles le candidat porté par Aratos, Timoxène, semble avoir été défait. Des accusations furent alors émises par Aratos et sous-tendent des manœuvres politiques d'Apelles et de son conseil, visant à contrecarrer les intérêts achéens tout en discréditant Aratos.
La suite des évènements tend à créer deux factions politiques s’opposant à la cour de Pella : Apelles, soutenu par Léontios et Mégaléas, et Aratos dont les intérêts stratégiques le rapprochent progressivement de Taurion et d’Alexandros. Au cœur de la Guerre des Alliés, le rôle d'arbitre politique de Philippe V est également interrogé, sa stratégie diplomatique dans le Péloponnèse le rapprochant des intérêts achéens et par conséquent d’Aratos. Sur le plan militaire, la flotte macédonienne, à laquelle est associé Taurion dès 217 av. J-C, acquiert une influence considérable et semble bouleverser le rapport de force.
Dans ces conditions, la perte d’influence d’Apelles devint inéluctable face aux intérêts stratégiques macédoniens et achéens et le conduit à sa chute progressive, effective dès 217 av. J-C.

## Diverses interprétations
Les évènements politiques survenus au cœur de la cour de Philippe V restent difficiles à analyser en raison des sources transmises. Les Histoires de Polybe constituent à ce titre la source de référence pour l’analyse des oppositions entre philoi et Achéens au cœur du règne de Philippe.
Elles relatent les évènements de la Guerre des Alliés selon un point de vue ostensiblement achéen, le père de Polybe Lycortas étant stratège de la Ligue achéenne au IIIe siècle av. J-C tout en étant lui-même issu de la cité de Mégalopolis, située au cœur du Péloponnèse. Ce point de vue pro-achéen semble dès lors influencer son récit des évènements dans la mesure où il décrit une orientation politique du conseil de Régence négligeant les intérêts achéens afin de conserver sa proximité avec le souverain macédonien.
Une autre grille de lecture des évènements fut proposée par l’historien Robert Errington en 1967. Celui-ci estime que la chute d’Apelles ne représente pas une éventuelle sanction royale à l’encontre de conspirateurs potentiels mais plutôt la volonté de Philippe à purger sa cour afin d’affirmer son orientation politique vis-à-vis de ses alliés et des grandes puissances du monde méditerranéen. Elle représenterait ainsi une rupture de Philippe V vis-à-vis de l’héritage politique de Dôsôn et du conseil de Régence qu’il institua. Cette rupture apparait d’autant plus importante qu’elle préfigure l’action militaire de Philippe V au sein du monde grec, alors qu’émerge progressivement une nouvelle puissance militaire qu'est Rome.

## Sources antiques
- Polybe, Histoires [détail des éditions] [lire en ligne], IV, V.